# Лига на арабските държави
Арабската лига, известна още като Лига на арабските държави (на арабски جامعة الدول العربية), е международна организация на арабските държави.
Това е регионална международна правителствена организация. Учредена е на 22 март 1945 г. Създадена от седемте независими тогава държави: Египет, Сирия, Ливан, Йордания, Ирак, Саудитска Арабия и Йемен. Целите на Лигата са най-вече политически, като страните-членки са по-скоро обединени от културни ценности, отколкото от географското си разположение.
Прилича на Организацията на американските държави, Съвета на Европа и бившата Организация за африканско единство (днес Африкански съюз) по това, че целите ѝ са предимно политически. Всяка една от тези организации може да бъде смятана за регионален вариант на ООН.
Различава се от някои други организации – като Европейския съюз например, тъй като не е постигнала значителен напредък в регионалната интеграция, а самата организация няма преки взаимоотношения с гражданите на страните-членки.
В устава на лигата е записано, че тя ще координира икономическите дела, включително търговските взаимоотношения; комуникациите; културните въпроси; националността, паспортите и визите; социалните въпроси; здравните въпроси. Уставът на Арабската лига също така забранява на всяка от страните-членки да използва сила срещу други страни-членки – член, който е пренебрегнат по време на Войната в Персийския залив през 1990 – 91 г.

## Основаване
Регионалната организация на арабския свят е създадена по предложение на Великобритания, отправено през 1942 г. в разгара на Втората световна война. Обединеното кралство желае да привлече на своя страна арабските държави като нейни съюзници срещу Третия райх. Налага се тезата, че осъществили някакъв вид обединение, арабските народи ще отстояват най-добре неговите собствени интереси.
Някои предпоставки, които довеждат до формирането на ЛАД:
- Периодът на Втората световна война е благоприятен за постигането на национална независимост на арабските държави. В това оношение ключова роля играе Египет.
- Тенденцията на панислямизма е стимулирана от засилващата се имиграция на евреите в областта Палестина. Още от началото на 1940-те години недоверието между двете общности се засилва.
- През същия период се засилват икономическите връзки между отделните новоосвободени арабски държави, както и между региони в Близкия изток, които все още са под чуждестранна политическа зависимост.

Първоначално има няколко предложения за името на новата организация: Ирак предлага Арабски съюз, Либия – Арабски алианс, Египет – Арабска лига. Прието е предложението на Египет, което по-късно е променено на Лига на арабските държави.
Предварителният протокол за намерението за създаване на Лигата на арабските държави е подписан на 7 октомври 1944 г. в гр. Александрия (Египет) от официални представители на Сирия, Ирак, Ливан, Египет и Трансйордания (от 1946 г. – Йордания), а договорът за създаване на Лига на арабските държави е подписан на 22 март 1945 г. в Кайро от ръководителите на гореизброените държави, към които се присъединява кралят на Саудитска Арабия Абдел Азис ибн Сауд. На 5 май същата година към Лигата се присъединява и Северен Йемен.
Последващо присъединение на държави към Лигата
- Судан – 19 януари 1956
- Кралство Либия – 28 март 1956 (от 1 септември 1969 – Велика социалистическа либийско-арабска народна джамахирия)
- Мароко – 1 октомври 1958
- Тунис – 1 октомври 1958
- Кувейт – 20 юли 1961
- Алжир – 16 август 1962
- Народна демократична република Йемен – 1967 (през 1990 се обединява с Йеменската арабска република в новата държава Йемен)
- Бахрейн – 11 септември 1971
- Катар – 11 септември 1971
- Оман – 29 септември 1971
- ОАЕ – 16 декември 1971
- Мавритания – 26 ноември 1973
- Сомалия – 14 февруари 1974
- Организация за освобождение на Палестина – 9 септември 1976а (от 1988 представлява в Лигата Палестинската автономия)
- Джибути – 14 септември 1977
- Коморски острови – 20 ноември 1993

Държави със статус на наблюдатели
- Еритрея (от 2005 г.)
- Венецуела (от 2006 г.)
- Индия (от 2007 г.)

## Генерални секретари
| Име                        | Държава | Година на назначаване | Напускане на поста |
| -------------------------- | ------- | --------------------- | ------------------ |
| Абдел Рахман Азам          | Египет  | 1945                  | 1952               |
| Мохамед Абдел Халек Хасуна | Египет  | 1952                  | 1972               |
| Махмуд Рияд                | Египет  | 1972                  | 1979               |
| ал-Шазли ал-Клеби          | Тунис   | 1979                  | 1990               |
| Ахмад Исмат Абдел Маджид   | Египет  | 1990                  | 2001               |
| Амр Муса                   | Египет  | 2001                  | 2011               |
| Набил Елараби              | Египет  | 2011                  | до днес            |

## Срещи на върха
1. Кайро: 13 – 17 януари 1964.
2. Александрия: 5 – 11 септември 1964.
3. Казабланка: 13 – 17 септември 1965.
4. Хартум: 29 август 1967.
5. Рабат: 21 – 23 декември 1969.
6. Кайро (първа извънредна среща): 21 – 27 септември 1970.
7. Алжир: 26 – 28 ноември 1973.
8. Рабат: 29 октомври 1974.
9. Рияд (втора извънредна среща): 17 – 28 октомври 1976.
10. Кайро: 25 – 26 октомври 1976.
11. Багдад: 2 – 5 ноември 1978.
12. Тунис: 20 – 22 ноември 1979.
13. Аман: 21 – 22 ноември 1980.
14. Фес: 6 – 9 септември 1982.
15. Казабланка (трета извънредна среща): 7 – 9 септември 1985.
16. Аман (четвърта извънредна среща): 8 – 12 ноември 1987.
17. Алжир (пета извънредна среща): 7 – 9 юни 1988.
18. Казабланка (шеста извънредна среща): 23 – 26 юни 1989.
19. Багдад (седма извънредна среща): 28 – 30 март 1990.
20. Кайро (осма извънредна среща): 9 – 10 август 1990
21. Кайро (девета извънредна среща): 22 – 23 юни 1996.
22. Кайро (десета извънредна среща): 21 – 22 октомври 2000.
23. Аман: 27 – 28 март 2001.
24. Бейрут: 27 – 28 март 2002.
25. Шарм ел-Шейх: 1 март 2003.
26. Тунис: 22 – 23 май 2004.
27. Алжир: 22 – 23 март 2005.
28. Хартум: 28 – 30 март 2006.
29. Рияд: 27 – 28 март 2007.
30. Дамаск: 29 – 30 март 2008.
31. Доха: 28 – 30 март 2009.
32. Сирт: 30 – 1 март-април 2010.
33. Багдад: март-април 2011.

- Две срещи не са добавени в списъка от срещи на върха:
  - Аншас, Египет: 28 – 29 май 1946
  - Бейрут, Ливан: 13 – 15 ноември 1956
- Срещата във Фес, Мароко протича на два етапа:
  - На 25 ноември 1981: 5-часова среща без единодушие по разисквания въпрос.
  - Между 6 – 9 септември 1982

## Преглед
Лигата на арабските държави, или Арабската лига, е доброволно сдружение на страни, чиито народи са предимно арабскоговорещи.
Тя има за цел да укрепи връзките между страните-членки, които да координират своите политики и да ги насочва към общото благо.
Има 22 страни-членки, включително и Палестина, която лигата счита за независима държава.
Проблемите, които доминират в дневния ред на Лигата, са освобождаване на тези арабски страни, които все още са под колониално управление, и за предотвратяване на еврейско малцинство в Палестина след създаването на еврейската държава.
Най-висш орган на Лигата е Съветът, съставен от представители на страните-членки – обикновено външните министри, техни представители или постоянни делегати. Всяка държава-членка има право на един глас, независимо от нейния размер. Съветът заседава два пъти годишно – през март и септември, но може да свика извънредно заседание по искане на най-малко две страни-членки.
Ефективността на Арабската лига е силно затруднена от разногласия между държавите-членки. Например, по време на Студената война, някои от членовете са били просъветски ориентирани, а други попадат в Западния лагер. Има съперничество в ръководството, най-вече между Египет и Ирак.
Лигата е изправена пред сериозно изпитание от водената от САЩ война срещу Ирак, като някои подкрепят войната, други се противопоставят, а трети стоят настрана.
Рядко се случва членовете да се споразумеят по обща позиция, като подкрепата за палестинците под израелска окупация. Може би единственото друго изключение е за икономически бойкот на Израел, който е между 1948 и 1993 г.
При все това, страните от Арабската лига са относително по-ефективни на по-ниски нива, като оформяне на учебните програми, запазване на ръкописи и превода и локализацията на арабски език на съвременната техническа терминология. Това е допринесло за създаването на регионален съюз по далекосъобщения.
Генерален секретар на Лигата е Амр Муса, бивш дипломат и министър на външните работи на Египет. Генералният секретар се номинира от най-малко две държави членки и се назначава от Съвета с мнозинство от две трети за срок от пет години.

## Основни документи
Александрийски протокол, подписан през 1944 г. в египетския град Александрия. В него са описани основните цели на организацията:
- Да съдейства за разширяването на връзките между страните-членки.
- Да координира политиката между отделните страни-членки.
- Да работи за отстояване на тяхната независимост.
- Да начертае добро бъдеще за всички арабски страни.

По-късно, възоснова на този договор, се формулира уставът на ЛАД.
През 1945 година страните-членки обявяват бойкот на еврейския бизнес в Палестина. Впоследствие тази дейност се наблюдава от специален орган, наречен Комитет за бойкот на Израел. Понастоящем неговото седалище е в Дамаск и на неговите заседания присъстват представители на всички страни-членки, които не поддържат отношения с еврейската държава. Отсъстват Египет, Йордания, Мавритания и Катар.
През 1950 година страните-членки на ЛАД подписват договор за обща отбрана и икономическо сътрудничество. По силата на този договор всяко нападение срещу страна-членка следва да се разглежда като нападение срещу останалите.
През 1958 година ООН признава ЛАД и я определя като неин представител в сферата на образованието, науката и културата в региона на Близкия изток.
През 1964 година се свиква първата среща на високо равнище на организацията. Тогава се сформира и организацията за образование, култура и наука (ALESCO).
През 1979 година организацията изключва Египет от своите редове поради сключването на Кемпдейвидския мирен договор с Израел и посещението на президента Ануар Садат в Йерусалим. ЛАД взима решението седалището да бъде преместено от Кайро в Тунис. Това положение продължава до 1989 година, когато Египет отново е приета в ЛАД, а седалището е повторно преместено в столицата Кайро.

## Основни органи
Генерален секретариат
Ръководителят на ЛАД изпълнява решенията на Съвета, както и провежда финансовата политика на организацията в съответствие с бюджета, одобрен от него. Присъства на заседанията на Съвета и отделните комитети, като след това е задължен да приведе в изпълнение всички взети техни решения. Съгласно Член 2, генералният секретар се избира за срок от пет години, като е възможно подновяване на мандата само веднъж.
Генералният секретариат обхваща осем отдела. Всеки от тях има своята важна функция с цел осигуряване на висока ефективност. Те са:
1. Конферентният отдел. Натоварен е да води кореспонденцията на генералния секретар, която не е от компетенцията на другите отдели. Нейните служители са натоварени с техническото организиране на сесиите и стриктното спазване на протоколните права.
2. Финансово-административният отдел. Има за задача да подготви и да предложи за одобрение текущия бюджет на организацията. Заедно с това структурата е натоварена да осъществява контрола върху изразходването на средствата.
3. Политическият отдел. Основната задача на служителите в него е да изготвят доклади, анализи, прогнози, пряко свързани с развитието на политическата обстановка в арабските страни.
4. Икономическият отдел. Върши работа, тясно свързана с дейността на икономическите комитети. В това звено се изготвят статистики и анализи, следящи икономическото положение в страните-членки. Служителите следят изпълнението на подписаните между страните-членки търговско-икономически договори.
5. Отдел на социалните дела и здравеопазването. Служителите са задължени да правят анализи и прогнози за миграционните процеси, трудовия пазар, защита на децата, здравеопазването.
6. Правният отдел. На първо място се изготвят справки по чисто консулски проблеми като понятие за националност, даване на гражданство, паспортни служби, визи, изпълнения на наказания, екстрадиране на криминално проявени лица. На второ място отделът се занимава и с подготовка на проектозакони, които ще разширят спектъра на сътрудничество между отделните страни-членки. Също така и с обсъждането на възможности за синхронизация на местното законодателство с международното. Отделът изготвя всички международни спогодби, по които ЛАД е страна.
7. Информационно-издателският отдел. Основната му задача е да пропагандира арабските страни, да разпространява информация от тях в цял свят, посредством различни документи (декларации, комюникета, изявления на отделни представители), издадени от ЛАД. Отделът следи и анализира информацията за ЛАД.
8. Културен отдел. Следи сферите на културата и образованието в страните-членки и полага усилия за възможно най-доброто синхронизиране между отделните национални програми.

Заместник-генералните секретари
Осем служители, които са разпределили работата си по ресори, сходни с тези на отделите на Генералния секретар. Те са:
1. административно-финансови дела;
2. икономически дела;
3. информация;
4. арабски въпроси;
5. международни връзки;
6. военни дела;
7. социално-културни проблеми;
8. началник на кабинета на генералния секретар.

Съвет на Лигата
Той е върховният орган на организацията. Съдържа 27 члена. Уставът определя начина на неговото конструиране, компетенции, процедурните правила на гласуване. Съветът се формира най-често от министрите на външните работи, техните пълномощници или постоянно делегирани лица на отделните страни-членки. Този орган е натоварен да следи за изпълнението на целите на Лигата, реализирането на предварително съгласуваните планове и програми. Съветът е упълномощен да разрешава прием на нови членове или да приема молби за напускане на вече приети такива. От негова компетенция е да променя Устава на ЛАД. В случай на военен конфликт между две страни-членки Съветът на ЛАД е натоварен със задачата да посредничи между тях. Членовете на този орган избират генералния секретар, както и неговите заместници. Заседава най-малко два пъти в годината. Става на редовните сесии през март и септември. Съставът му може да бъде призован да се събере по извънреден случай. Това е възможно при искане на най-малко две или повече страни-членки.
Всяка страна-членка има право на един глас. Решенията, приети с консенсус, се прилагат като задължителни от всички страни-членки. Когато се обсъждат военни действия между две страни-членки, подстрекаторът е лишен от право на глас. Що се отнася до решенията взети с мнозинство, те се прилагат само от държавите, които са ги подкрепили. Мнозинството от 2/3 по финансово-административните въпроси е достатъчно, за да бъде взето решението, което се прилага на всички членки. Всички сесии са тайни, освен ако Съветът на Лигата не реши конкретното заседание да приеме публичен характер. Преди всяка сесия се формират следните постоянно действащи комисии:
- Комисия за политически въпроси.
- Комисия за икономически въпроси.
- Комисия за социално-културни въпроси.
- Комисия за административно-финансови въпроси.
- Комисия за правни въпроси.

Арабски парламент
Решението за създаването на Временен арабски парламент е взето на извънредно заседание на външните министри в Кайро на 13 януари 2005 година. Седалището му е в Дамаск и заседава два пъти годишно. Функционира като временен орган в продължение на пет години от неговото създаване, а след това трябва да започне да действа като постоянен орган. За участие в парламента от всяка страна са определени по четири представители. Задачите му са сведени до обсъждане на въпросите, определени в Хартата, обсъждане на политически условия в региона и работа по въпросите, свръзани с арабската интеграция, както и съблюдаване на правата на човека и човешките свободи. Председател на временния парламент е Мохамед Джасим ас-Сакар.
Арабски икономически и социален съвет
Арабски специализирани организации. Заемат важно място в изпълнението на основните задачи на ЛАД. В тях е концентриран най-значителен експертен потенциал, без който нито една международна организация не би могла да фукнционира.

## Хронология на основните събития
- 1942 – Великобритания започва насърчаване на идеята за Арабската лига в опит да спечели арабите като съюзници във войната срещу Германия.
- 1944 – Официални представители от Египет, Ирак, Ливан, Северен Йемен, Саудитска Арабия, Йордания и Палестина се срещат в Александрия, Египет, и се съгласяват да формират Лигата на арабските държави.
- 1945 – е ратифициран договорът за създаване на ЛАД.
- 1950 – страните-членки подписват договор за обща отбрана и икономическо сътрудничество.
- 1953 – формира се Икономически и социален съвет.
- 1958 – ООН признава ЛАД и я определя като неин представител в сферата на образованието, науката и културата в региона на Близкия изток.

Първи срещи на върха
- 1964 – свиква се първата среща на високо равнище на организацията. Тогава се сформира и организацията за образование, култура и наука (ALESCO).
- 1976 – среща на високо равнище в Кайро. Разрешава се създаването и разполагането на арабски мироопазващи сили в Ливан.
- 1979 – Организацията изключва Египет от своите редове поради сключването на Кемпдейвидския мирен договор с Израел и посещението на президента Ануар Садат в Йерусалим. ЛАД взима решение сеалището да бъде преместено от Кайро в Тунис.
- 1989 – Египет отново е приета в ЛАД, а седалището е повторно преместено в неговата столица.
- 1990 – организацията критикува Запада, че възпрепятства Ирак да развива своите високо технологични оръжия, а през август същата година 12 от общо 20 членки осъждат Багдад за нахлуването му в Кувейт.
- 1994 – организацията осъжда Съвета за сътрудничество на страните от Персийския залив (СССЗП) за решението да прекрати едностранно търговското ембарго на фирми с израелско участие. В замяна на това еврейската държава трябва да се изтегли до международно признатите граници от 1967 г.
- 2001 – Амр Муса заема поста на генерален секретар на мястото на Ахмад Исмат Абдел Маджид.

Войната в Ирак
- 2003 – ЛАД почти единодушно (21, без Кувейт) гласува резолюция, призоваваща САЩ и Великобритания безусловно да се изтеглят от Ирак.
- 2004, август – свикват се спешни преговори в Кайро, за да се обсъди кризата в суданската провинция Дарфур; Лигата не желае да приеме международни санкции, или военна намеса. Септември – на заседание на организацията в Кайро генералният секретар Амр Муса прави изказването: „Портите на Ада са отворени в Ирак“
- 2005, януари – влиза в сила зоната за свободна търговия между 17 арабски държави.
- 2008, юли – министри от АЛ упрекват Международния наказателен съд (МНС) за издирването за арест на суданския президент Омар ал-Башир по обвинения във военно престъпление и геноцид в Дарфур.

## География
Площта на страните-членки на Арабската лига обхваща около 14 000 000 km2 и се разпростира на два континента: Африка и Азия. Територията се състои предимно от големи сухи пустини, основно Сахара. Въпреки това, в нея има и плодородни земи (като например Нилската долина), високите Атласки планини, и Плодородния полумесец, който се простира от Ирак, през Сирия и Ливан, до Палестина и Израел. Зоната също така включва гъсти гори в южната част на Арабия и южната част на Судан, както и голяма част от най-дългата река в света, Нил.

## Икономика
Някои от страните от Арабската лига са богати на ресурси, с огромни залежи от петрол и природен газ, а други имат плодородни земи, например южната част на Судан, която обикновено е наричана „житницата на Арабския свят“. Друга промишленост, която нараства с постоянни темпове в Арабската лига е телекомуникацията. За по-малко от десетилетие, местни компании, като например Orascom и Etisalat, успяват да се развият и конкурират успешно на международните пазари.
Икономическите постижения, стартирани по инициатива на държавите членки на Лигата, не са толкова впечатляващи като тези, постигнати от други по-малки арабски организации, например Съвета за сътрудничество в Персийския залив. Въпреки това, няколко обещаващи големи икономически проекта са определени да бъдат завършени в най-скоро време. Сред тях са Арабския газопровод, който ще транспортира египетски и иракски газ до Йордания, Сирия, Ливан и Турция.
Икономическото развитие на страните от Арабската лига е много разнородно. Налице са съществени разлики в благосъстоянието и икономическите условия между богатите петролни държави като ОАЕ, Катар, Кувейт и Алжир, от една страна, и бедни страни като Коморските острови, Мавритания и Джибути, от друга. Разработва се икономически фонд за финансиране на арабските държави. Например, страните от Арабската лига се споразумяват да подкрепят суданския регион Дарфур с 500 млн. долара, а египетски и либийски компании планират да построят няколко кладенци в този сух район.

## Демографско развитие
В страните от Арабската лига живеят около 354 310 606 души.
Най-многолюдната страна-членка е Египет, с население от около 80,5 милиона.
Тъй като територията на голяма част от арабските страни е пустиня, населението е съсредоточено в градовете и около тях, където са разположени повечето търговски и индустриални зони. Най-големият арабски град е Кайро, следван от Багдад, Хартум, Гиза, Дамаск, Рияд и Казабланка.
| Номер | Държава                    | Брой на населението (2010) | Площ (km2)    | Година на присъединяване |
| ----- | -------------------------- | -------------------------- | ------------- | ------------------------ |
| 1     | Египет                     | 80 471 869                 | 1 010 408     | 1945                     |
| 2     | Ирак                       | 29 671 605                 | 438,317       | 1945                     |
| 3     | Сирия                      | 22 198 110                 | 185,180       | 1945                     |
| 4     | Ливан                      | 4 125 24                   | 10,452        | 1945                     |
| 5     | Йордания                   | 6 407 085                  | 89,342        | 1945                     |
| 6     | Саудитска Арабия           | 25 731 776                 | 2 149 690     | 1945                     |
| 7     | Йемен                      | 23 495 361                 | 530,000       | 1945                     |
| 8     | Либия                      | 6 546 000                  | 1 759 541     | 1953                     |
| 9     | Судан                      | 43 939 598                 | 1 886 068     | 1956                     |
| 10    | Мароко                     | 31 627 428                 | 446,550       | 1958                     |
| 11    | Тунис                      | 10 589 025                 | 163,610       | 1958                     |
| 12    | Кувейт                     | 2 789 132                  | 17,818        | 1961                     |
| 13    | Алжир                      | 34 586 184                 | 2 381 741     | 1962                     |
| 14    | Бахрейн                    | 738,004                    | 787           | 1971                     |
| 15    | Катар                      | 840,926                    | 11,581        | 1971                     |
| 16    | Обединени арабски емирства | 4 975 593                  | 83,600        | 1971                     |
| 17    | Оман                       | 2 967 717                  | 309,500       | 1971                     |
| 18    | Мавритания                 | 3 205 060                  | 1 030 000     | 1973                     |
| 19    | Сомалия                    | 10 112 453                 | 637,657       | 1974                     |
| 20    | Палестинска автономия      | 3 889 249                  | 6,020         | 1976                     |
| 21    | Джибути                    | 740,528                    | 23,200        | 1977                     |
| 22    | Коморски острови           | 773,407                    | 2,235         | 1993                     |
| Общо  |                            | 354 310 606                | 13 132 327 км |                          |

## Религия
| Религии   | Религии   | Религии | Религии | Религии |
| --------- | --------- | ------- | ------- | ------- |
|           |           |         |         |         |
| Мюсюлмани | Мюсюлмани |         | 91%     | 91%     |
| Християни | Християни |         | 5%      | 5%      |
| Други     | Други     |         | 4%      | 4%      |

Основната част от гражданите на страните от Арабската лига изповядват исляма, като християнството е втората по големина религия. Преди основаването на държавата Израел, значителен брой евреи също са живели в арабски страни. В Арабската лига има няколко свещени градове и други значими религиозни места, като Витлеем, Александрия, Мека, Медина, Наджаф, Киркук, Арбил и Багдад. Сунитите съставляват по-голямата част от населението на страните от Арабската лига. Въпреки това, шиитите представляват мнозинство в някои области на Ливан, Ирак, Бахрейн и Кувейт.
Християнството е втората по брой религия в Лигата, с над 20 милиона християни, живеещи в страни като Ливан, Египет, Сирия, Йордания, Судан, Палестина и Ирак. Има и по-малки еврейски общности, живеещи предимно в западната част на Арабската лига – в държави като Мароко и Тунис, например, има и еврейско население. Въпреки това, повечето евреи, живели в арабския свят, емигрират или са били експулсирани в Израел, след обявяването на независимостта ѝ през 1948 г. Други по-малобройни религии, като например бахайството, се практикуват в много по-малък мащаб.
- Общ брой на населението – 354 310 606 души
- Мюсюлманско население – 311 093 951 души